# Claus Juell
Claus Ludvig Juell (Moss, 5 de fevereiro de 1902 — 19 de dezembro de 1979) foi um velejador norueguês, campeão olímpico. Ele competiu nos Jogos Olímpicos de Verão de 1920 na classe 10 Metre e conquistou a medalha de ouro na disputa realizada segundo as regras de 1907 a bordo do Eleda com Erik Herseth, Gunnar Jamvold, Petter Jamvold, Sigurd Holter, Ingar Nielsen e Ole Sørensen.